# Schobermesse

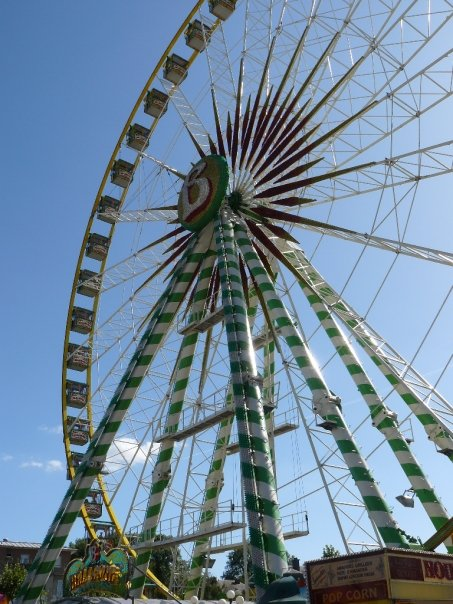
Riesenrad auf der Schueberfouer

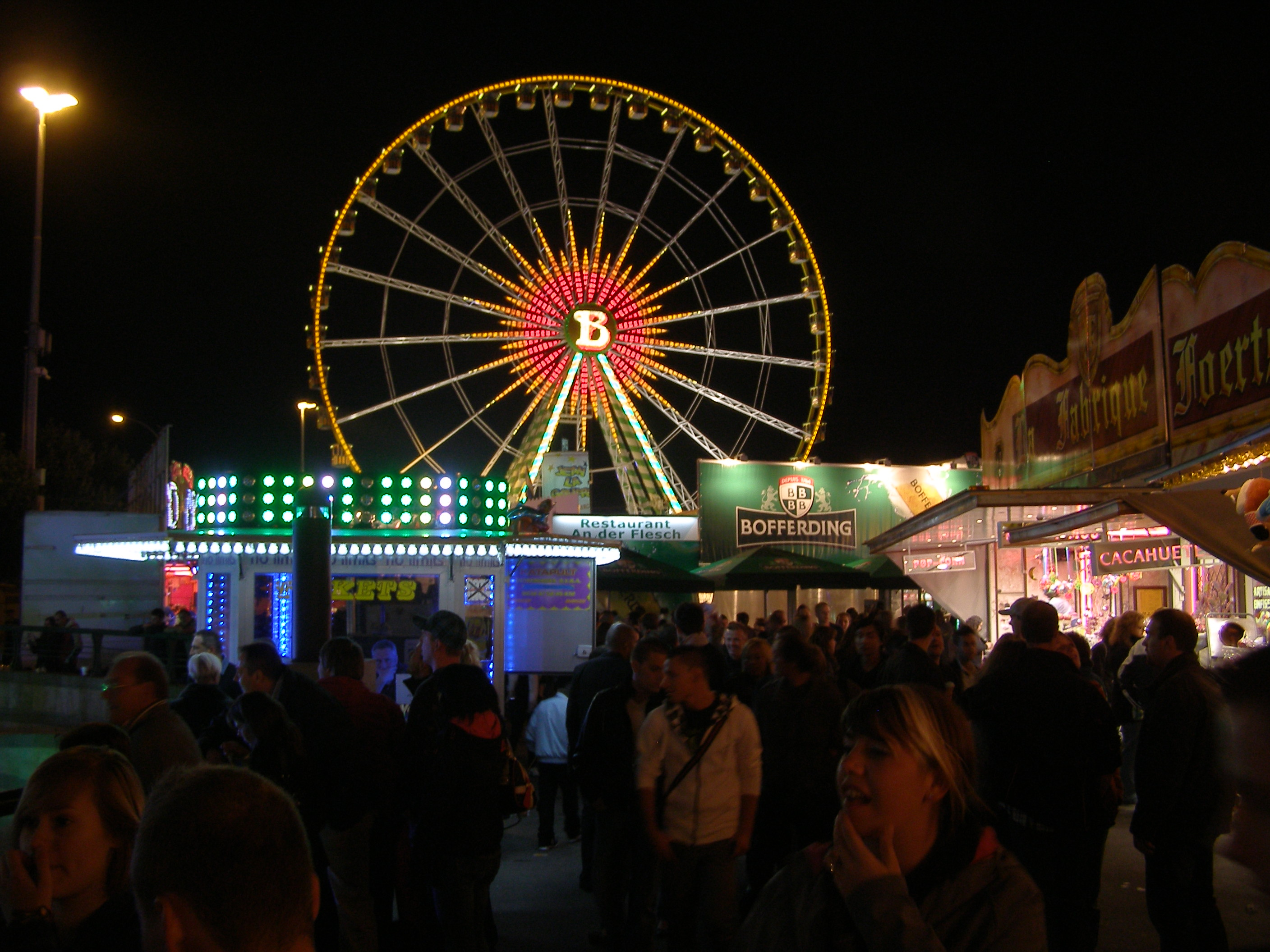
Nächtliches Treiben auf der Messe

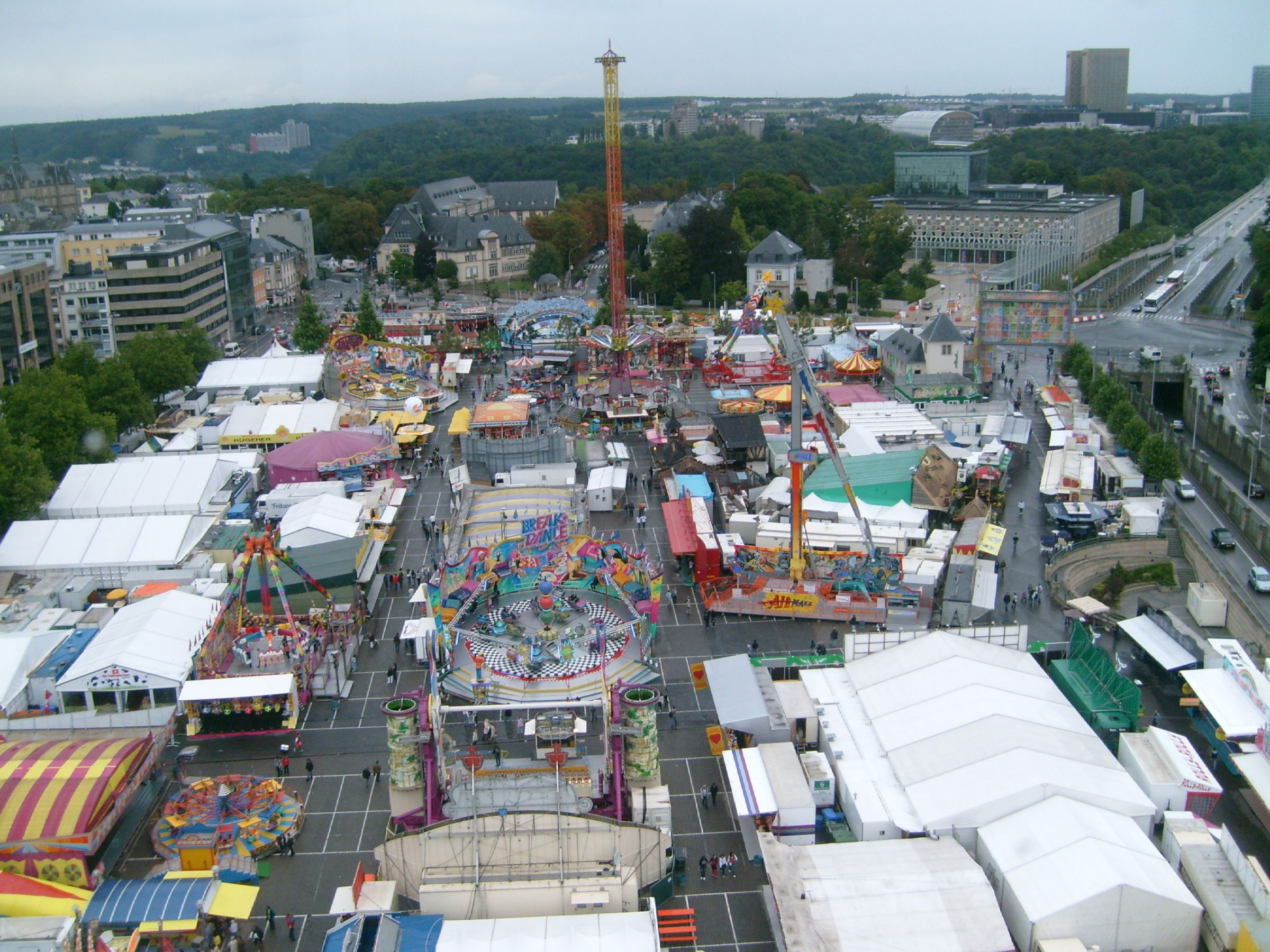
Schueberfouer auf dem Champ du Glacis

Die Schobermesse (luxemburgisch D’Schueberfouer) ist ein großes Volksfest, das alljährlich Ende August/Anfang September auf dem Glacis-Feld in der Stadt Luxemburg gefeiert wird.
Sie beginnt grundsätzlich am Vorabend des Bartholomäustags, also am 23. August, und dauert 20 Tage.
Die Kirmesveranstaltung wird im Durchschnitt von rund zwei Millionen Menschen besucht und gilt als eine der ältesten und größten ihrer Art in Europa.

## Geschichte
Die Schobermesse geht zurück auf den 20. Oktober 1340 – der heutige Staat Luxemburg existierte seinerzeit noch nicht. Johann von Luxemburg (lux. Jang de Blannen, „Johann der Blinde“), König von Böhmen und Graf von Luxemburg, räumte der heutigen Hauptstadt damals das Privileg eines mehrere Tage andauernden Jahrmarkts zum Abschluss der Ernte und zur Kirchweih ein. Bauern aus der ganzen Region konnten dort ihr Vieh kaufen und verkaufen. Außerdem bekamen sie zusätzlich noch sieben Tage vor und sieben Tage nach der Abreise Schutzbegleitung (Geleit) von Soldaten gewährt.
Ursprünglich fand die Schobermesse – sie heißt schon seit 1340 so – am Kreuzungspunkt wichtiger Handelsstraßen auf dem Schuedbierg statt, dem heutigen Heilig-Geist-Plateau, wo sie Karawanen aus allen Himmelsrichtungen anlockte. Benannt worden dürfte die Messe nach den Heuschobern, die dort standen. Im Jahr 1610 zog der große Jahrmarkt vom Heilig-Geist-Plateau zum Limpertsberg um, wo er noch heute auf dem  Glacis-Feld (französisch Champ du Glacis) unmittelbar in der Luxemburger Innenstadt stattfindet.
Traditionell wird die Schueberfouer jedes Jahr von einer Schafherde und deren Hirten eröffnet, die mit einer Musikgruppe unter den Klängen des Hämmelsmarsches (Marsch der Hammel) durch die Hauptstadt ziehen. Der typische Schueberfouer-Imbiss ist „gebaackene Fësch“ (Backfisch, im Teigmantel) und „Eisekuchen“ (Große rechteckige Waffeln, die im Gegensatz zu deutschen Waffeln frisch knusprig sind wie Pommes frites, und daher auch nur frisch gegessen werden sollten). Letztere sind den belgischen Gaufres de Bruxelles sehr ähnlich und wurden von ursprünglich belgischen Schaustellern nach Luxemburg gebracht.

## Heutige Bedeutung
Mit rund zwei Millionen Besuchern ist die Schueberfouer einer der größten Rummelplätze Europas. Die Besucher kommen nicht nur aus Luxemburg, sondern auch aus dem angrenzenden Frankreich, aus Belgien oder aus Deutschland. Bis heute gibt es noch den sogenannten „Bauernmontag“ (Schobermessmontag). Er ist teilweise ein arbeitsfreier Tag in Luxemburg-Stadt. Im öffentlichen Dienst gilt der Schobermessmontag nicht mehr als offiziell arbeitsfreier Tag.
Bei der aktuellen Auflage (2024) sind insgesamt 216 Schausteller, Restaurant- und Bierzeltbetreiber vertreten.
Die Schobermesse ist die größte Kirmesveranstaltung der Großregion Saar-Lor-Lux. Sie ist Teil des offiziellen immateriellen Kulturerbes des Landes.